# Пам'ятники Севастополя
Згідно з Державним реєстром від 1 грудня 2002 року в Севастополі на обліку знаходилось 2 053 пам'ятника. З них археології — 246, історії — 1365, монументального мистецтва — 27, архітектури і містобудування — 293 пам'ятника. На обліку стояло 394 пам'ятника періоду радянсько-німецької війни, 24 братських цвинтаря, 45 братських могил, поховань періоду Кримської війни — 671, індивідуальних поховань, за межами некрополів — 37, могил воїнів інтернаціоналістів — 14.
В даній статті представлені меморіали, монументальні пам'ятники і пам'ятні знаки.

## Пам'ятники персоналіям
| Назва                                            | Рік встановлення  | Розташування                                         | Координати                                                                      | Фото | Короткі відомості |
| Нахімову                                         | 1959, 5 листопада | площа Нахімова                                       | 44°36′59.6″ пн. ш. 33°31′31.12″ сх. д. / 44.616556° пн. ш. 33.5253111° сх. д.   |      | Пам'ятник адміралу Павлу Нахімову. Автори — скульптор академік М. В. Томський і архітектор М. 3. Чесаков. |
| Володимиру Великому                              | 2001              | Древня вулиця                                        | 44°36′23″ пн. ш. 33°29′33″ сх. д. / 44.60639° пн. ш. 33.49250° сх. д.           |      | Встановлений на вулиці Древній при вході до Херсонесу Таврійського. Автор — скульптор В'ячеслав Кликов. |
| Корнілову                                        | 1895, 5 жовтня    | Малахов курган                                       | 44°36′12.83″ пн. ш. 33°32′53″ сх. д. / 44.6035639° пн. ш. 33.54806° сх. д.      |      | Пам'ятник Володимиру Корнілову встановлений на місці смертельного поранення адмірала. Автори — генерал-лейтенант О. Більдерлінг і скульптор академік І. М. Шредер.                                                             |
| Олександру Пушкіну                               | 1983              | Сквер ім.Бузіна                                      | 44°36′16″ пн. ш. 33°31′43″ сх. д. / 44.604534° пн. ш. 33.528647° сх. д.         |      | Скульптор Олександр Ковальов, архітектори Олександр Гладков, Георгій Кузьминський |
| Олександру Пушкіну                               | 2011              | мис Фіолент                                          | 44°30′21″ пн. ш. 33°30′24″ сх. д. / 44.505873° пн. ш. 33.506721° сх. д.         |      | Встановлений біля Георгіївського монастирю, де 1820 зупинявся Пушкін. Автори архітектор Георгій Григор'янц, художник Станислав Чиж.                                                                                            |
| Лесі Українці                                    | 2004              | Балаклава, Площа 1-го Травня                         | 44°30′05″ пн. ш. 33°36′00″ сх. д. / 44.501278° пн. ш. 33.600135° сх. д.         |      | Скульптор Володимир Суханов |
| Леніну                                           | 1957, 2 листопада | Центральний міський пагорб, площа Леніна             | 44°36′41.2″ пн. ш. 33°31′24″ сх. д. / 44.611444° пн. ш. 33.52333° сх. д.        |      | Пам'ятник Володимиру Леніну. Автори — скульптор П. І. Бондаренко, архітектори Г. В. Щуко і С. Я. Турковський. |
| Леніну на території Севтролейбуса                | 1955              | Депо Севтролейбуса                                   | 44°35′12″ пн. ш. 33°30′29″ сх. д. / 44.586730° пн. ш. 33.508191° сх. д.         |      | Є копією київського пам'ятника, що стояв на Бессарабській площі |
| Леніну на території Університету ядерної енергії |                   | Голландія                                            | 44°37′28″ пн. ш. 33°34′13″ сх. д. / 44.624361° пн. ш. 33.570216° сх. д.         |      | Є копією київського пам'ятника та пам'ятника на території тролейбусного депо. Всі вони створені скульптором Сергієм Меркуровим.                                                                                                |
| Леніну-хлопчику                                  | 1968              | Дитячий парк (Комсомольський)                        | 44°36′35″ пн. ш. 33°31′08″ сх. д. / 44.609643° пн. ш. 33.518933° сх. д.         |      | |
| Папаніну                                         | 1954, 25 лютого   | Корабельна сторона, Папанінський сквер               | 44°36′33.4″ пн. ш. 33°32′28.1″ сх. д. / 44.609278° пн. ш. 33.541139° сх. д.     |      | Погруддя двічі Героя Радянського Союзу Івана Папаніна встановлене на його Батьківщині. Автор бюста — скульптор Є. В. Вучетич, п'єдесталу — архітектори В. А. Артамонов і В. М. Артюхов.                                        |
| Пирогову                                         |                   | На території Міської лікарні № 1                     | 44°36′3.1″ пн. ш. 33°31′2.1″ сх. д. / 44.600861° пн. ш. 33.517250° сх. д.       |      | Погруддя хірурга Миколи Пирогова. |
| Суворову                                         | 1983, 3 серпня    | площа Суворова                                       | 44°36′22.4″ пн. ш. 33°31′37.7″ сх. д. / 44.606222° пн. ш. 33.527139° сх. д.     |      | Пам'ятник російському полководцеві Олександру Суворову. Автори — скульптори В. В. Рябков і В. С. Гордєєв, архітектори Г. Г. Кузьмінський і А. С. Гладков.                                                                      |
| Тотлебену                                        | 1909, 5 серпня    | Історичний бульвар                                   | 44°35′55.17″ пн. ш. 33°31′24.33″ сх. д. / 44.5986583° пн. ш. 33.5234250° сх. д. |      | Монумент Едуарду Тотлебену споруджено за проектом скульптора І. М. Шредера, який використовував ескізи художника О. О. Більдерлінга.                                                                                           |
| Шевченку Тарасу                                  |                   | проспект Жовтневої Революції, 8                      | 44°35′39.5″ пн. ш. 33°27′7.1″ сх. д. / 44.594306° пн. ш. 33.451972° сх. д.      |      | Пам'ятник встановлений перед будівлею Гагарінської райради. Архітектор Георгій Григор'янц |
| Шевченку Тарасу                                  |                   | вул. Соловйова, 1 (штаб ВМС ЗС України)              | 44°35′9″ пн. ш. 33°30′40″ сх. д. / 44.58583° пн. ш. 33.51111° сх. д.            |      | |
| Матросу Кошці                                    | 1956              | Маршала Блюхера вулиця                               | 44°36′18″ пн. ш. 33°32′18″ сх. д. / 44.605051° пн. ш. 33.538311° сх. д.         |      | Пам'ятник герою Кримської війни Матросу Кошці. Архітектор В.П.Петропавловський, скульптори брати-близнюки Йосип Кейдук та Василій Кейдук                                                                                       |
| Пам'ятник Блюхеру                                | 1973              | Маршала Блюхера вулиця                               | 44°34′57.73″ пн. ш. 33°26′14.18″ сх. д. / 44.5827028° пн. ш. 33.4372722° сх. д. |      | Погруддя Василя Блюхера. Скульптор Ольга Мінькова). |
| Пам'ятник Кузнєцову М. Г.                        | 2000, 13 травня   | Велика Морська вулиця, між будинками № 15 і № 19.    | 44°36′25″ пн. ш. 33°31′19″ сх. д. / 44.60691° пн. ш. 33.52203° сх. д.           |      | На прямокутному п'єдесталі з габро встановлено бронзовий бюст адмірала Кузнєцова М. Г. без головного убору, з нагородами на мундирі. Загальна висота пам'ятника — 3,5 метра. Скульптор В. С. Гордєєв, архітектор В. І. Ленчик. |
| Апостолу Андрію                                  | 2003              | На території музею Херсонес Таврійський              | 44°36′40″ пн. ш. 33°29′34″ сх. д. / 44.611244° пн. ш. 33.492886° сх. д.         |      | З 2003 року стояв на вході в музей. Був пошкоджений вандалами, після цього перенесений на територію музею біля Володимирського собору                                                                                          |
| Апостолу Андрію                                  | 2013              | Бухта Абрамова, «дика Омега»                         | 44°36′12″ пн. ш. 33°26′03″ сх. д. / 44.603234° пн. ш. 33.434291° сх. д.         |      | Споруджений приватним коштом, виготовлений у Харкові |
| Апостолу Андрію                                  | 2005              | мис Фіолент                                          | 44°30′19″ пн. ш. 33°30′38″ сх. д. / 44.505169° пн. ш. 33.510507° сх. д.         |      | Скульптори Вадим Циганов та Андрій Смірнов. Апостол Андрій зображений розп'ятим на андріївському хресті. |
| Святому Миколаю                                  | 2010              | Житловий масив «Камишова бухта»                      | 44°35′02″ пн. ш. 33°26′26″ сх. д. / 44.583920° пн. ш. 33.440443° сх. д.         |      | Споруджений біля храму св.Миколая зусиллями Фонду Апостола Андрія Первозванного та центру національної слави Росії. Скульптор Андрій Вячеславович Кликов.                                                                      |
| Кирилу та Мефодію                                | 2008              | біля Петропавлівського собору нацентральному пагорбі | 44°36′18″ пн. ш. 33°32′18″ сх. д. / 44.605051° пн. ш. 33.538311° сх. д.         |      | Архітектор Георгій Григор'янц, скульптор Олександр Демченко |
| Георгію Победоносцю                              | 2003              | Парк Перемоги                                        | 44°35′59″ пн. ш. 33°27′23″ сх. д. / 44.599622° пн. ш. 33.456376° сх. д.         |      | Виконаний у вигляді 30-метрової колони, яку увінчує скульптура Георгія Победоносця. Скульптор Андрій Вячеславович Кликов. |
| Катерині II                                      | 2008              | вулиця Леніна                                        | 44°36′48″ пн. ш. 33°31′30″ сх. д. / 44.613331° пн. ш. 33.525125° сх. д.         |      | Скульптор Станіслав Чиж, архітектор Георгій Григор'янц |
| Адміралу Дмитру Сенявіну                         | 2014              | проспект Нахімова                                    | 44°36′59″ пн. ш. 33°31′25″ сх. д. / 44.616280° пн. ш. 33.523634° сх. д.         |      | Скульптор Михайло Переяславець |
| Федору Ушакову                                   | 1983              | Площа Ушакова                                        | 44°36′01″ пн. ш. 33°31′26″ сх. д. / 44.600297° пн. ш. 33.523822° сх. д.         |      | скульптор Станіслав Чиж, архітектори Г. Г. Кузьминський і А. С. Гладков |
| Олександру Купріну                               | 2009              | Балаклава, Набережна Назукіна                        | 44°30′01″ пн. ш. 33°35′59″ сх. д. / 44.500188° пн. ш. 33.599821° сх. д.         |      | скульптори В.Гордєєв, К.Цихієв, архітектор Г.Григор'янц |

## Пам'ятники на честь подійКримської війни
| Назва                                                                       | Рік встановлення                             | Розташування                                                       | Координати                                                                      | Фото | Короткі відомості |
| Затопленим кораблям                                                         | 1905                                         | Севастопольська бухта біля Приморського бульвару                   | 44°37′06.19″ пн. ш. 33°31′27.34″ сх. д. / 44.6183861° пн. ш. 33.5242611° сх. д. |      | Присвячений затопленим в Севастопольській бухті під час Кримської війни російським парусним кораблям. Встановлений до 50-річчя першої оборони Севастополя. Автори — естонський скульптор Амандус Генріх Адамсон, архітектор Валентин Августович Фельдман та військовий інженер Оскар Іванович Енберг. |
| Воїнам люнету Бєлкіна                                                       | 1905                                         | Кладовище Комунарів                                                |                                                                                 |      | Встановлений на честь воїнів люнету Бєлкіна в честь святкування 50-річчя першої оборони Севастополя. Автор проекту — інженер-полковник О. І. Енберг. |
| воїнам Волинського піхотного полку                                          | Братське кладовище учасників Кримської війни | 1880-і                                                             | 44°38′11″ пн. ш. 33°33′22″ сх. д. / 44.63639° пн. ш. 33.55611° сх. д.           |      | Воїнам Волинського піхотного полку, учасникам Кримської війни. |
| Пам'ятний знак на місці Чорноріченської битви                               | 1905                                         | Неподалік від села Хмельницького                                   | 44°33′32″ пн. ш. 33°38′49″ сх. д. / 44.558865° пн. ш. 33.647027° сх. д.         |      | Споруджений на березі річки Чорної, де 16 серпня 1855 відбулася битва |
| Пам'ятний знак російським воїнам, загиблим в Інкерманській битві            | 1902 або 1904; відновлений 2005              | На околиці житлового масиву по вулиці Жиділова, Суздальські висоти | 44°35′56″ пн. ш. 33°35′12″ сх. д. / 44.598891° пн. ш. 33.586674° сх. д.         |      | Перший пам'ятник споруджений до 50-річчя Кримської війни, архітектори О.Вейзен, Г.Долін. Зруйнований під час Другої світової війни. Сучасний пам'ятник встановлений в кількох метрах від руїн першого у 2005 році.                                                                                    |
| Пам'ятний знак англійським воїнам, загиблим в Інкерманській битві           | 1856, 2004                                   | На околиці житлового масиву по вулиці Жиділова, Суздальські висоти | 44°35′46″ пн. ш. 33°35′17″ сх. д. / 44.596228° пн. ш. 33.588185° сх. д.         |      | Перший пам'ятник споруджений англійцями одразу після завершення війни. Він сильно постраждав у 1930-і, потім під час Другої світової. Відновлений 2004 року. |
| Пам'ятний знак на честь російських воїнів, що загиблі у Балаклавській битві | 1905, 2004                                   | Близ Ялтинського шосе                                              | 44°32′06″ пн. ш. 33°36′43″ сх. д. / 44.535065° пн. ш. 33.612061° сх. д.         |      | Перший пам'ятник споруджений 1905, зруйнований під час Другої світової. Відновлений 2004 року. |
| Пам'ятний знак гусарам київського полку                                     | 1904, 2004                                   | Балаклавська долина, біля Ялтинського кільця                       | 44°32′24″ пн. ш. 33°35′35″ сх. д. / 44.540038° пн. ш. 33.593081° сх. д.         |      | Споруджений на місці Балаклавської битви до 50-річчя Кримської війни. Знищений 1932 року. Відновлений 2004 року трошки на відстані від першого пам'ятника, архітектор Ю.Лисицький. |
| Британцям, що загинули під час Кримської війни                              | 2004                                         | селище Дергачі                                                     | 44°34′19″ пн. ш. 33°34′23″ сх. д. / 44.571823° пн. ш. 33.572940° сх. д.         |      | Споруджений до 150-річчя Кримської війни. Архітектори Ю.Олійник, В.Мухін |
| Меморіал на четвертому бастіоні                                             | 1905, 1963                                   | Історичний бульвар                                                 | 44°36′13″ пн. ш. 33°32′58″ сх. д. / 44.603514° пн. ш. 33.549381° сх. д.         |      | Меморіал відритий до 50-річчя Кримської війни, складається з пам'ятного знаку бастіону та укріплень зі справжніми корабельними гарматами. Укріплення бастіону 1963 року замінені на бетонну імітацію. 1955 тут відкритий пам'ятний знак на честь Льва Толстого, який ніс службу на бастіоні.          |
| Меморіал Малахова Кургану                                                   | 1905                                         | Малахов курган                                                     | 44°35′39″ пн. ш. 33°31′22″ сх. д. / 44.594192° пн. ш. 33.522898° сх. д.         |      | Складається з кількох об'єктів, основними з яких є оборонна вежа Корніловського бастіону, пам'ятники на місці батарей Сенявіна, Панфілова, Станіславського, Житкова, Ємельянова, Нікіфорова та інші. Комплекс відкритий до 50-річчя Кримської війни, значно перебудований після 1950-х.               |
| Пам'ятне місце першого бастіону                                             | 1905                                         | сквер першого бастіону                                             | 44°36′53″ пн. ш. 33°33′09″ сх. д. / 44.614860° пн. ш. 33.552436° сх. д.         |      | 1905 року споруджений пам'ятний знак та ротонда з оглядовим майданчиком на Севастопольську бухту. Під час Другої світової ротонда знищена, частково відновлена (у вигляді відкритого майданчику) 1958 року.                                                                                           |

## Пам'ятники на честь подійДругої світової війни
| Назва | Рік встановлення                  | Розташування                            | Координати                                                                        | Фото | Короткі відомості |
| Меморіал на честь героїв другої оборони Севастополя                                                                                    | 1967                              | площа Нахімова                          | 44°36′58.4″ пн. ш. 33°31′27.7″ сх. д. / 44.616222° пн. ш. 33.524361° сх. д.       |      | Пам'ятник присвячений захисникам Севастополя у роки радянсько-німецької війни. |
| Меморіальний комплекс на Сапун-горі | 1944, 1959, 1964-1965, 1974, 1995 | Сапун-гора                              | 44°33′10″ пн. ш. 33°34′59″ сх. д. / 44.552718° пн. ш. 33.583132° сх. д.           |      | Перший пам'ятник закладений 1944. 1959 відкрита Діорама «Штурм Сапун-гори 7 травня 1944 року». 1964-1965, 1974 проведена реконструкція. У 1995 році на Сапун-горі побудована каплиця святого Георгія Переможця, за проектом архітектора Г. С. Григорʼянца                                                               |
| Морякам ескадри Чорноморського флоту                                                                                                   | 1979, 8 травня                    | Приморський бульвар                     | 44°36′59.2″ пн. ш. 33°31′19″ сх. д. / 44.616444° пн. ш. 33.52194° сх. д.          |      | Присвячений ескадрі Чорноморського флоту (командувач — контр-адмірал Владимирський Л. А.), що брала активну участь в роки радянсько-німецької війни в обороні Одеси, Севастополя, в боях за Керч і Новоросійськ. Автори — архітектори В. М. Артюхов і В. А. Савченко, скульптор В. Є. Суханов. Інженер — А. В. Володін. |
| На місці масових страт 1942—1944 р.р.                                                                                                  |                                   | вул. Соловйова, 1 (штаб ВМС ЗС України) | 44°35′7″ пн. ш. 33°30′39″ сх. д. / 44.58528° пн. ш. 33.51083° сх. д.              |      | На місці масових страт радянських військовополонених і мирного населення німецькими окупантами |
| Пам'ятник на честь подвигу вчених і воїнів-чорноморців                                                                                 | 1976, 11 червня                   | Голландія                               | 44°37′18.855″ пн. ш. 33°33′53.45″ сх. д. / 44.62190417° пн. ш. 33.5648472° сх. д. |      | Присвячений групі вчених, що на початку німецько-радянської війни провели успішні досліди по розманічуванню кораблів. Являє собою стелу із сірого граніту. Скульптор С. О. Чиж, архітектори О. І. Баглій, А. Л. Шеффер.                                                                                                 |
| Пам'ятник героям-підводникам | 1983                              | вул. Героїв Севастополя                 | 44°36′18″ пн. ш. 33°32′18″ сх. д. / 44.60500° пн. ш. 33.53833° сх. д.             |      | Проект скульптора С. А. Чижа. Меморіальний комплекс на честь героїв-підводників відкрито у 1983 році під час святкування 200-річчя Севастополя. |
| Пам'ятник учасникам Великої Вітчизняної війни Радянського Союзу 1941—1945, медичним працівникам, захисникам і визволителям Севастополя | 1976                              | 5-а Бастіонна вулиця                    | 44°35′59.99″ пн. ш. 33°30′55.34″ сх. д. / 44.5999972° пн. ш. 33.5153722° сх. д.   |      | Скульптор Суханов В., архітектор Артюхов В. |
| 318 стрілецькій Новоросійській дивізії                                                                                                 | 1944                              | Висота Гірна                            | 44°31′22″ пн. ш. 33°33′01″ сх. д. / 44.522914° пн. ш. 33.550272° сх. д.           |      | Архітектор А. Д. Кисильов |
| Меморіал «Багнет і вітрило» | 1977                              | Мис Кришталевий                         | 44°36′59″ пн. ш. 33°31′03″ сх. д. / 44.616479° пн. ш. 33.517471° сх. д.           |      | Зведений на місці, де було дано перший салют на честь звільнення Севастополя у 1944 році. Висота 60 метрів. |
| Пам'ятник солдату та матросу | 9 травня 2008                     | Мис Кришталевий                         | 44°36′55″ пн. ш. 33°30′52″ сх. д. / 44.615293° пн. ш. 33.514443° сх. д.           |      | 1972 / 1981 / 1988 2004-2008 Один з найвищих монументів кол. СРСР |
| Авіаторам-чорноморцям | 1981                              | проспек Острякова                       | 44°33′14″ пн. ш. 33°31′47″ сх. д. / 44.553860° пн. ш. 33.529675° сх. д.           |      | Пам'ятник авіаторам-чорноморцям на проспекті генерала Острякова було встановлено у 1981 році до 60-річчя ВПС ЧЧФ. Автори проекту — архітектори М. В. Фортуна, М.Г. Раду, скульптор Ю. А. Канашин, інженер В. І. Панфіл                                                                                                  |
| Алея міст-героїв | 2005                              | площа Нахімова                          | 44°36′56″ пн. ш. 33°31′29″ сх. д. / 44.615616° пн. ш. 33.524655° сх. д.           |      | Автор проекту — архітектор В. І. Лапоногов. |
| Пам'ятник Слави воїнів 2-ї гвардійської армії                                                                                          | 1944, 1993                        | площа Захарова, мис Кордон              | 44°37′36″ пн. ш. 33°32′00″ сх. д. / 44.626684° пн. ш. 33.533312° сх. д.           |      | Відкритий 1944 року, відреставрований 1993 року |
| Меморіал 35-та берегова батарея | 2012                              | мікрорайон «Бухта Козача»               | 44°33′34″ пн. ш. 33°24′27″ сх. д. / 44.559484° пн. ш. 33.407378° сх. д.           |      | |

## Інші пам'ятники
| Назва                                       | Рік встановлення   | Розташування                     | Координати                                                                    | Фото | Короткі відомості |
| Пам'ятник Казарському                       | 1839               | Матроський бульвар (Севастополь) | 44°36′22.4″ пн. ш. 33°31′37.7″ сх. д. / 44.606222° пн. ш. 33.527139° сх. д.   |      | На честь екіпажу брига Меркурій та його командира Олександра Казарського, які в ході російсько-турецької війни 1828—1829 років здобули перемогу над двома турецькими лінійними кораблями. Це перший пам'ятник міста. |
| Пам'ятник на честь 100-річчя винаходу радіо | 1997               | Матроський бульвар (Севастополь) | 44°36′53″ пн. ш. 33°31′27″ сх. д. / 44.614724° пн. ш. 33.524270° сх. д.       |      | Архітектор Адольф Шеффер. В честь 100-річчя винаходу радіо Олександром Поповим. |
| Катерининська миля                          | 1786               | Учкуєвка                         | 44°38′20″ пн. ш. 33°32′30″ сх. д. / 44.638881° пн. ш. 33.541801° сх. д.       |      | Пам'ятний знак на місці слідування Катерини II до Севастополя |
| Плавучому мосту                             | 1905               | Приморський бульвар              | 44°37′7.4″ пн. ш. 33°31′37.1″ сх. д. / 44.618722° пн. ш. 33.526972° сх. д.    |      | Пам'ятний знак встановлений на місці початку плавучого моста через Севастопольську бухту за проектом архітектора О. М. Вейзена та інженера Н. Ф. Єранцева.                                                           |
| Меморіал депортованим народам Криму         | 2008, 18 травня    | Сквер автовокзалу                | 44°35′37″ пн. ш. 33°31′50.9″ сх. д. / 44.59361° пн. ш. 33.530806° сх. д.      |      | П'ятисторонній обеліск — за кількістю депортованих народів. На п'яти мовах на пам'ятнику написано: «Ваші страждання ніколи не будуть забуті в ім'я життя і справедливості». Архітектор Георгій Григор'янц            |
| Меморіал жертвам холокосту                  | 2003               | площа Повсталих                  | 44°36′06″ пн. ш. 33°30′47″ сх. д. / 44.601593° пн. ш. 33.512975° сх. д.       |      | Після відкриття поряд збудована синагога; у 2019 ще не відкрита |
| 200-річчю заснування Севастополя            | 1983, 14 червня    | площа Нахімова                   | 44°36′57.4″ пн. ш. 33°31′32″ сх. д. / 44.615944° пн. ш. 33.52556° сх. д.      |      | Споруджений на честь заснування Севастополя, встановлений на місці перших міських будівель. Висота пам'ятника — 3,41 м. Автори — архітектори КримнеНДІ-проекту Г. Г. Кузьмінський і А. С. Гладков.                   |
| Монумент войнам-інтернаціоналістам          | 1996               | сквер Воїнів-інтернаціоналістів  | 44°36′26″ пн. ш. 33°31′40″ сх. д. / 44.607234° пн. ш. 33.527865° сх. д.       |      | Архітектор Георгій Григор'янц. Створена у вигляді хреста з площадкою огляду. На нижньому поверсі невеличкий музей.                                                                                                   |
| Ліквідаторам чорнобильської катастрофи      | 2011               | Сквер ім.Бузіна                  | 44°36′13″ пн. ш. 33°31′41″ сх. д. / 44.603680° пн. ш. 33.528135° сх. д.       |      | Архітектор Володимир Букреєв |
| 49 комунарам                                | 1937, 22 листопада | кладовище Комунарів              | 44°35′59.7″ пн. ш. 33°30′52.9″ сх. д. / 44.599917° пн. ш. 33.514694° сх. д.   |      | Пам'ятник 49 більшовикам-підпільникам, що загинули в Криму у 1920-му році. Збудований за проектом архітектора М. А. Садовського, скульпторів Л. С. Смерчінского, С. Карташова.                                       |
| Комсомольцям                                | 1963, 29 жовтня    | вулиця Леніна                    | 44°36′30.9″ пн. ш. 33°31′38.35″ сх. д. / 44.608583° пн. ш. 33.5273194° сх. д. |      | Створений на кошти комсомольців Севастополя. Автори — скульптор С. О. Чиж і архітектор В. І. Фомін. |

## Братські кладовища
| Назва                                                                   | Рік встановлення | Розташування                            | Координати                                                                     | Фото | Короткі відомості |
| Братське кладовище учасників Кримської війни                            | 1856,            | Вулиця Богданова                        | 44°38′16″ пн. ш. 33°33′32″ сх. д. / 44.637877° пн. ш. 33.558983° сх. д.        |      | Основний цвинтар російських воїнів Кримської війни. 1870 року завершено будівництво Микільської церкви у вигляді піраміди. |
| Французьке військове кладовище                                          | 1863, 2004       | 5-й км Балаклавського шосе              | 44°32′40″ пн. ш. 33°31′39″ сх. д. / 44.54444° пн. ш. 33.52750° сх. д.          |      | Військовий некрополь збудований вперше 1863 року. 2004 року реконструйований на кошти Французької Республіки. |
| Італійське військове кладовище                                          | 2004             | Гасфорта (гора)                         | 44°31′58″ пн. ш. 33°39′59″ сх. д. / 44.53278° пн. ш. 33.66639° сх. д.          |      | Меморіальний комплекс побудований на кошти Італії. Знаходиться у підніжжя гори Гасфорта. |
| Англійське військове кладовище                                          | 1883, 1992       | Каткартовий пагорб, поряд з Сапун-горою | 44°34′18″ пн. ш. 33°34′23″ сх. д. / 44.57167° пн. ш. 33.57306° сх. д.          |      | Некрополь облаштований 1883 року, у 20 ст. поступово приходив у занедбаний вигляд. 1992 року реконструйований, споруджений пам'ятник-стела. Архітектори Костянтин Злидін, Валерій Іванов                                                                |
| Турецьке військове кладовище                                            | 2004             | селище Дергачі                          | 44°34′08″ пн. ш. 33°34′44″ сх. д. / 44.56889° пн. ш. 33.57889° сх. д.          |      | Меморіальний комплекс побудований на кошти Туреччини. Знаходиться у лісі між селищем Дергачі та Сапун-горою. |
| Меморіал особистому складу лінкора «Новоросійськ» (Батьківщина — синам) | 1963             | вул. Богданова                          | 44°38′16″ пн. ш. 33°33′35″ сх. д. / 44.637769° пн. ш. 33.559794° сх. д.        |      | Присвячений загиблим морякам лінкору «Новоросійськ». Проект скульптора П. І. Бондаренка, архітектори О. Заварзін та В. М. Артюхов. |
| Меморіальне братське кладовище радянських воїнів                        | 1953             | селище Дергачі                          | 44°34′48″ пн. ш. 33°35′14″ сх. д. / 44.58000° пн. ш. 33.58722° сх. д.          |      | Братське кладовище учасників оборони Севастополя та операції по звільненню міста у 1944. |
| Німецьке військове кладовище                                            | 1998             | біля с.Гончарного                       | 44°28′15″ пн. ш. 33°42′24″ сх. д. / 44.470964° пн. ш. 33.706688° сх. д.        |      | За радянський час тут були поховання, але меморіал зведений у 1998 |
| Братська могила керівників повстання на крейсері «Очакові»              | 1935             | кладовище Комунарів                     | 44°36′0.05″ пн. ш. 33°30′49.27″ сх. д. / 44.6000139° пн. ш. 33.5136861° сх. д. |      | Братська могила П. Шмідта, М. Г. Антоненка, О. І. Гладкова і С. П. Частника — керівників повстання на крейсері «Очакові» в 1905 році, розстріляних на острові Березані 19 березня 1906 року. Пам'ятник збудовано за проектом архітектора В. К. Ретлінга |

## Техніка-пам'ятник
| Назва                            | Рік встановлення | Розташування                      | Координати                                                              | Фото | Короткі відомості                                                           |
| Железняков (бронепоїзд)          | 1970-і           | Біля залізничного та автовокзалів | 44°35′44″ пн. ш. 33°31′54″ сх. д. / 44.595429° пн. ш. 33.531651° сх. д. |      | Бронепотяг, що брав участь у обороні Севастополя                            |
| Пам'ятник танкістам-визволителям | 1944             | Зелена гірка                      | 44°35′37″ пн. ш. 33°32′03″ сх. д. / 44.593739° пн. ш. 33.534108° сх. д. |      | Танк Т-34 встановлений на місці братської могили 24 танкістів               |
| Літак МіГ-19                     | 1970-і           | проспект Острякова                | 44°34′56″ пн. ш. 33°31′07″ сх. д. / 44.582357° пн. ш. 33.518727° сх. д. |      | Встановлений у 1970-х перед будівлею ДТСААФ. Спочатку стояв без постамента. |

## Колишні пам'ятники
| Назва                                  | Рік встановлення                 | Розташування           | Координати                                                                    | Фото | Короткі відомості |
| Михайлу Лазарєву                       | мис Лазарєва, корабельна сторона | 1867                   | 44°36′33″ пн. ш. 33°32′07″ сх. д. / 44.609104° пн. ш. 33.535153° сх. д.       |      | Встановлений 1867 року. Демонтований 1928 року. 2008 міська рада ухвалила рішення про відновлення пам'ятнику. Зараз на його місці стоїть пам'ятний камінь. |
| Сагайдачному Петру                     | 2008, 14 червня                  | житловий масив Омега-1 | 44°35′40.55″ пн. ш. 33°26′35.1″ сх. д. / 44.5945972° пн. ш. 33.443083° сх. д. |      | Демонтований 2014 року та перевезений у Харків, де відкритий 22 серпня 2015 року.                                                                          |
| Леніну на території пансіонату «Омега» |                                  | пансіонат «Омега»      | 44°36′05″ пн. ш. 33°26′21″ сх. д. / 44.601311° пн. ш. 33.439288° сх. д.       |      | на постаменті споруджений хрест |
| Сталіну І.В.                           |                                  | Привокзальна площа     | 44°35′42″ пн. ш. 33°31′47″ сх. д. / 44.594995° пн. ш. 33.529584° сх. д.       |      | Демонтований 1956 року |